# Doppelsöldner
Ein Doppelsöldner war ein Reisläufer oder Landsknecht, der aufgrund seiner Bereitschaft, in der ersten Schlachtreihe zu kämpfen und somit das höchste Risiko zu tragen, oder wegen seiner besonderen Ausrüstung und Kampferfahrung doppelten oder mehrfachen Sold erhielt.
In den europäischen Söldnerheeren des Spätmittelalters und der Frühen Neuzeit kämpften die Doppelsöldner gewöhnlich gemeinsam mit den Hauptleuten in der ersten Reihe des Gevierthaufens, der in dieser Zeit am weitesten verbreiteten Schlachtordnung der Infanterie.
Auch Landsknechte, die im Umgang mit dem Bidenhänder geschult waren, erhielten diesen Doppelsold; im Deutschland der Frühen Neuzeit stellte man ihnen sogar einen „Meisterbrief vom langen Schwert“ aus. 
Sebastian Franck beschreibt das (Doppel-)Söldnertum in seiner Chronica des gantzen Teutschen lands sehr abfällig:

„Es ist durch die bank hindurch alweg und alzeit ein böss unnütz volk, nit wenige dann münch und pfaffen. Ist es im krieg, so ist under tausend kaum einer an seinem sold begnuegig, sunder stechen, hawen, gotslestern, huoren, spielen, morden, brennen, rauben, witwen und weisen machen, ist ir gemein handwerk und höchste kurzweil. Wer hierin küen und keck ist, der ist der best und ein freier landsknecht; der muoss vornen daran und ist würdig, das er ein doppelsoldner sei.“